# Bhaktapur

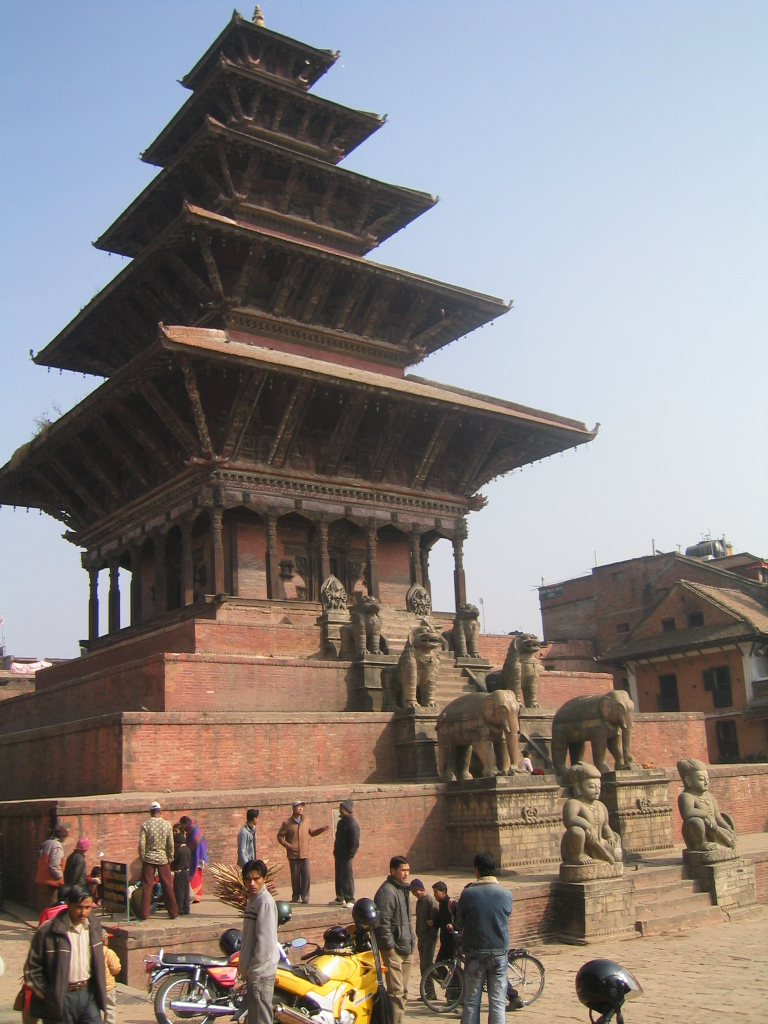
El templo Nyatapola, en Bhakta Pura.

Bhaktapur es una ciudad de Nepal situada en el Valle de Katmandú, a 13 kilómetros al este de la capital y a 1400 metros de altitud. Su población es de 72.543 habitantes (2001).
El nombre proviene del sánscrito bhakta: ‘devoto’ y pura: ‘ciudad’.
En bengalí se llama Bhadgaon, y en newari, Khwopa.
La histórica Plaza Durbar de Bhaktapur forma parte del conjunto denominado Valle de Katmandú, declarado Patrimonio de la Humanidad por la Unesco en 1979.
El turista ha de tener en cuenta que cobran una entrada a la ciudad de 15 usd por persona, por ser ciudad histórica.

## Historia
Bhaktapur fue fundada en el siglo XII por el rey Ananda Deva Malla bajo el nombre de Khwopa, para convertirla en capital de los rajás Malla. La ciudad estaría edificada en forma de triángulo formado por los tres templos del dios Ganesha a las afueras de la ciudad que protegen la misma.
Hasta el siglo XVI la ciudad dominó política y económicamente todo el Nepal. A partir de la conquista gorkha en 1769 la ciudad se encerró en sí misma manteniendo una autarquía e independencia tanto económicas como políticas.
Buena parte de sus habitantes, especialmente los más ancianos, no hablan nepalí, sino newari. La organización de la ciudad corresponde al arte de planificación newari, estando dividida la ciudad en diferentes barrios (toles) articulados en torno a una plaza con un pozo o una fuente pública y un altar religioso permanente.
En el pasado, la ciudad adquirió su hegemonía por su situación privilegiada en la ruta India-Tíbet. Los impuestos y peajes cobrados a los comerciantes le reportaron gran riqueza. Cada otoño, los comerciantes traían ganado ovino desde Tíbet coincidiendo con la festividad nepalí de Dasain (en hindi Dussehra) en la que se sacrifican animales macho a la diosa Durga. En su viaje de vuelta, los comerciantes llevaban grano, azúcar o inscripciones budistas.
Esta prosperidad animó la vida cultural. Los constructores de templos desarrollaron su propio estilo de pagoda que fue después extendido desde Tíbet a Japón.
Tal y como el significado de su nombre delata (‘ciudad de los devotos’) Bhaktapur no ha perdido tampoco en ningún momento su importancia como centro religioso.
A finales del siglo XX y gracias a un proyecto alemán, la ciudad fue en gran medida saneada y restaurada, convirtiéndose en uno de los principales atractivos turísticos de Nepal.

## Galería

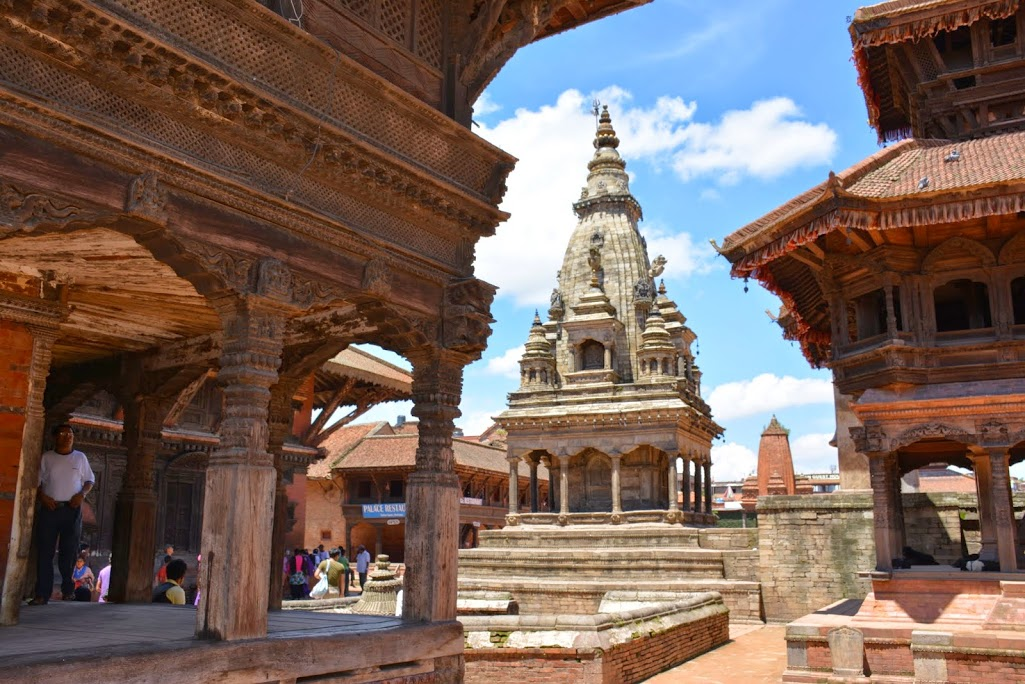
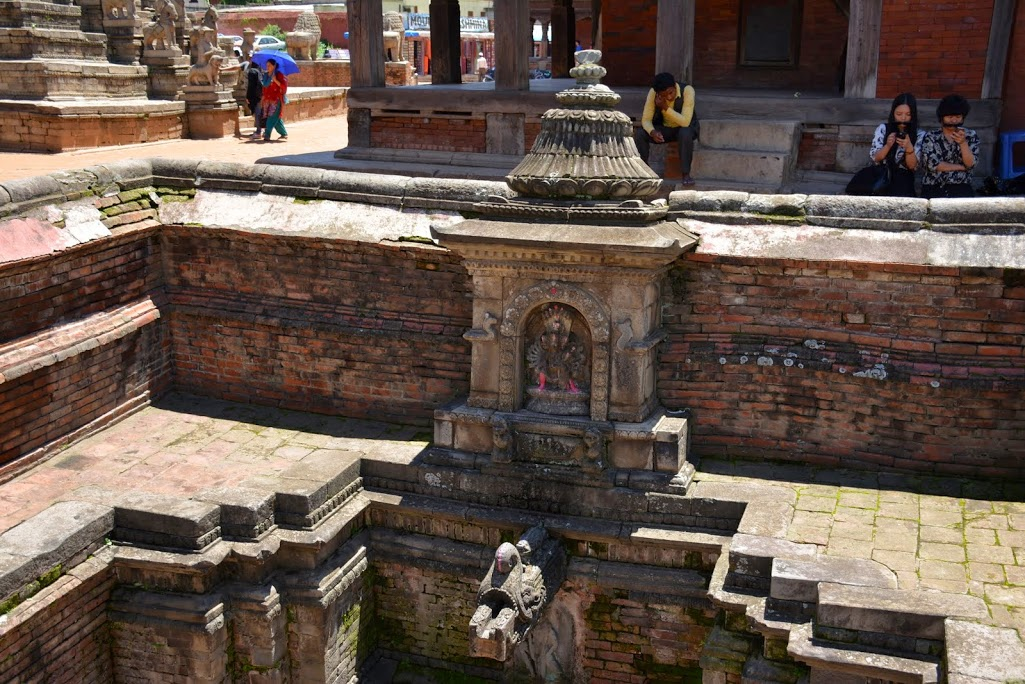
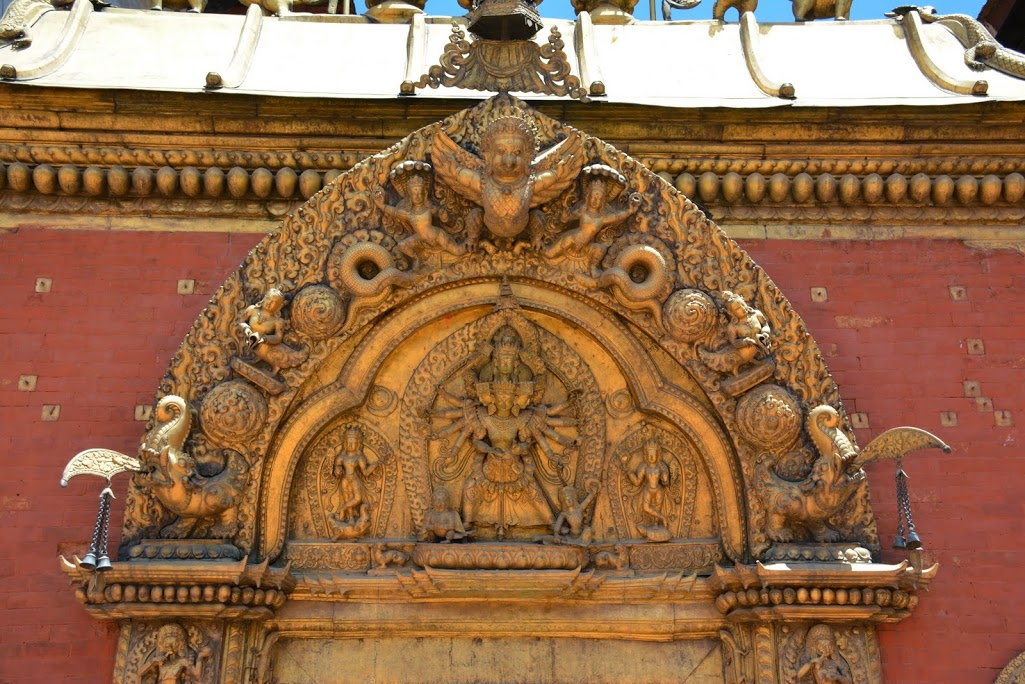
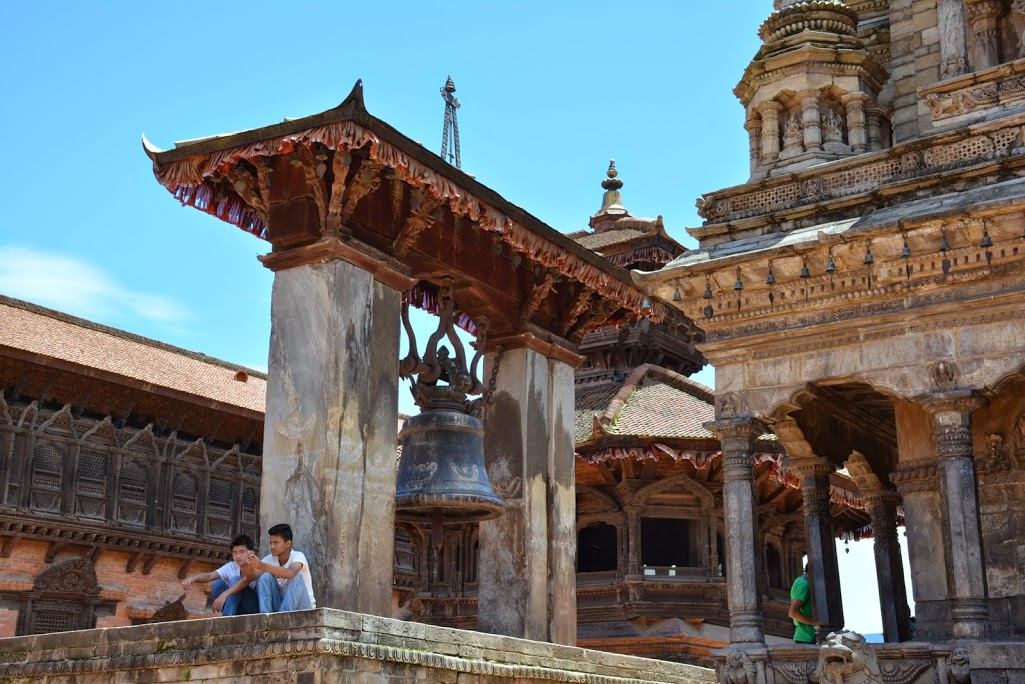
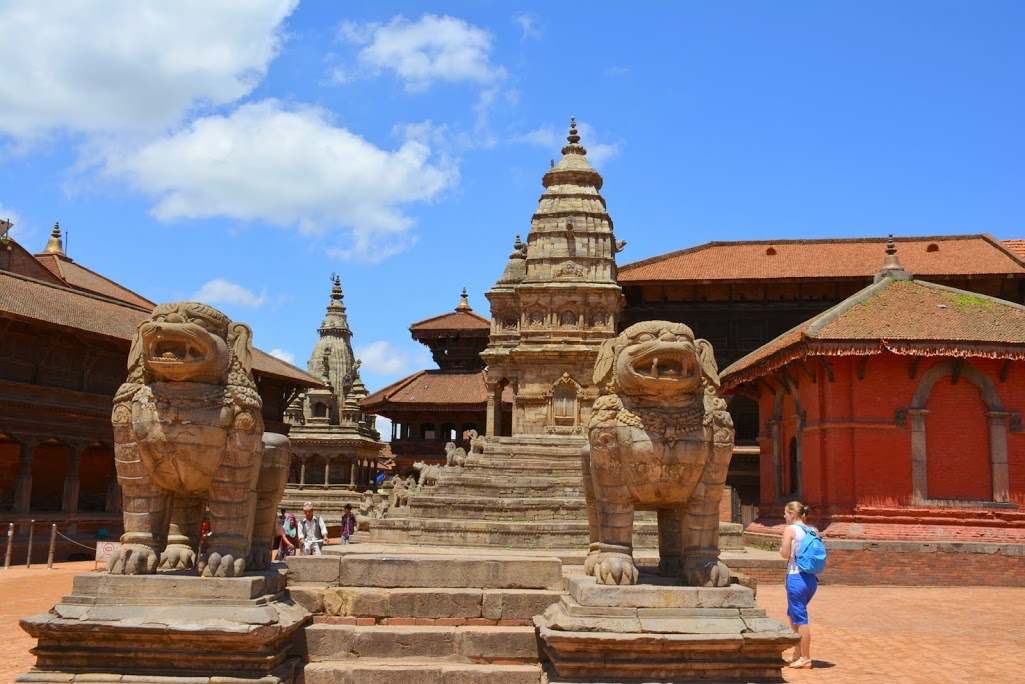
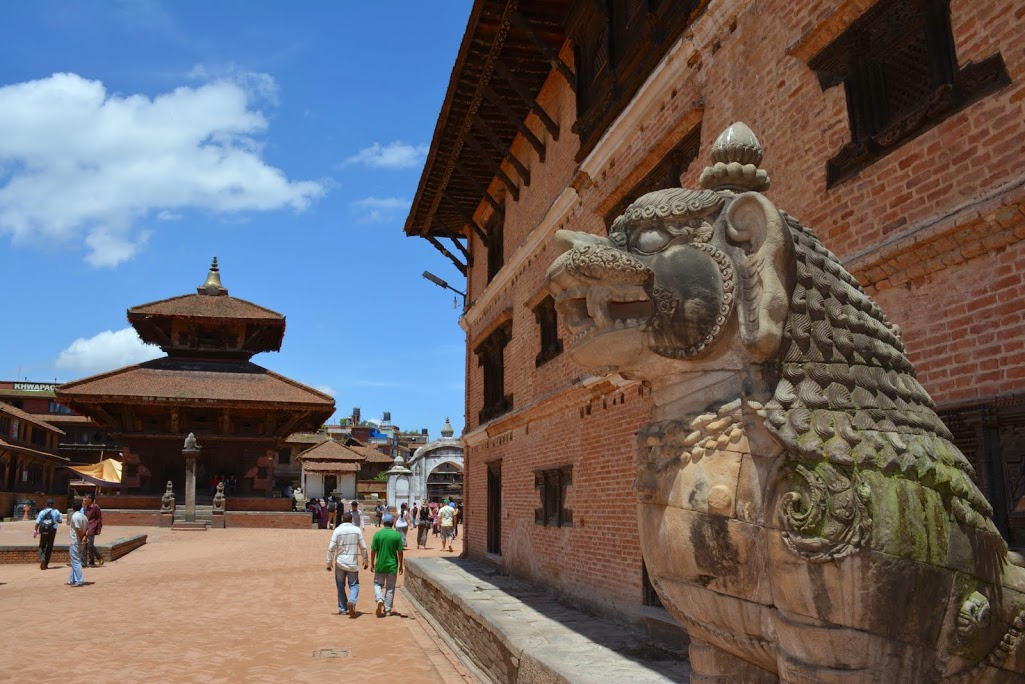
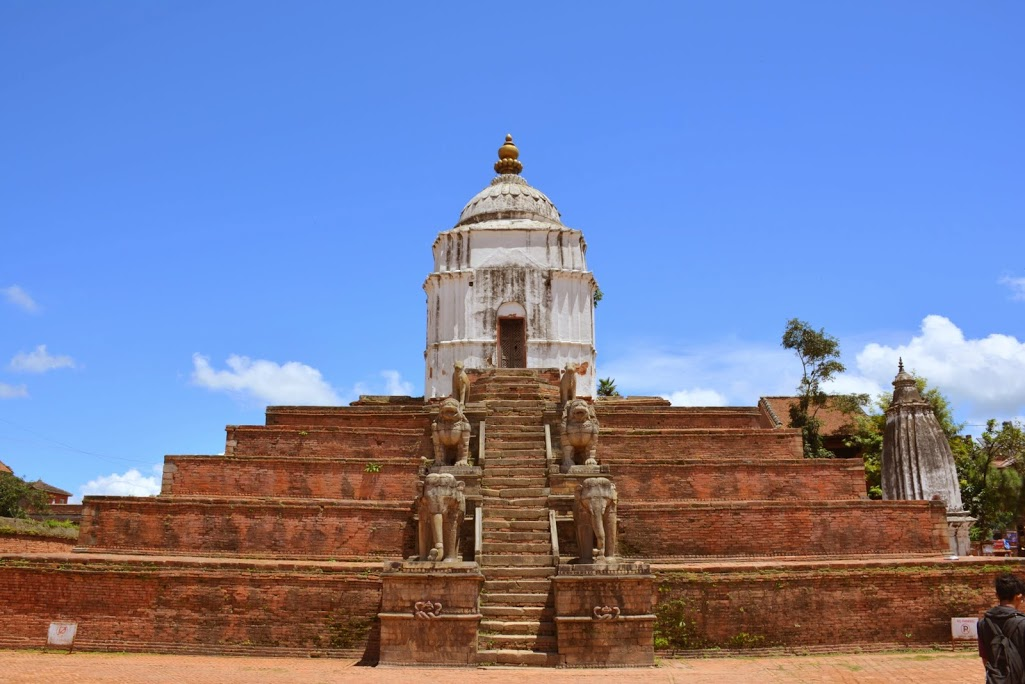
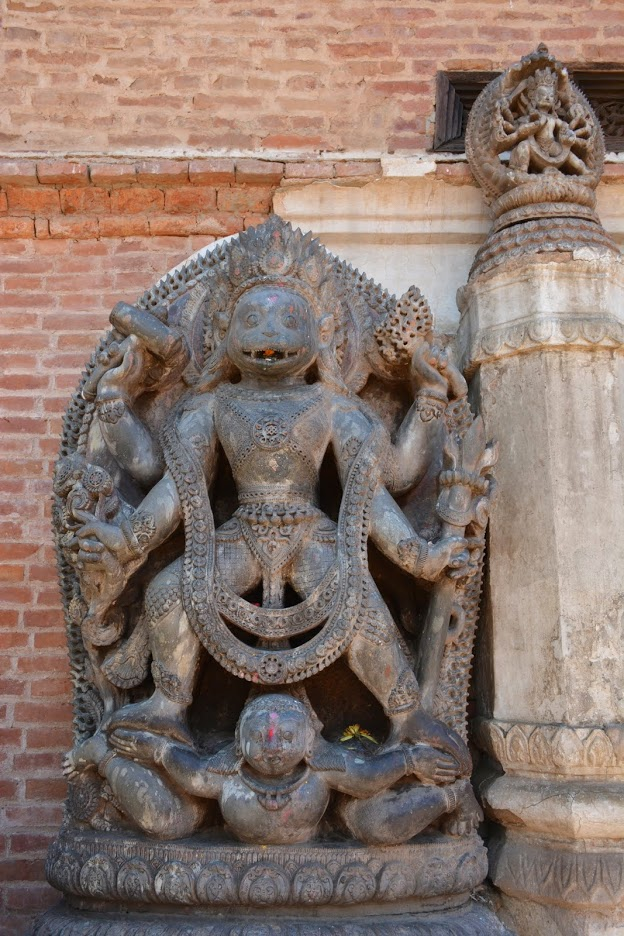